# Salamander Range
Die Salamander Range ist ein ausgeprägt gerader Gebirgszug im Norden des ostantarktischen Viktorialands. Er ragt zwischen dem Canham- und dem Black-Gletscher in den Freyberg Mountains auf. Ein markanter Berg dieses Gebirgszugs ist der 2555 m hohe Mount Apolotok aus rotem Granit.
Die Nordgruppe einer von 1963 bis 1964 durchgeführten Kampagne im Rahmen der New Zealand Geological Survey Antarctic Expedition benannte die Range nach dem Spitznamen des britischen Generals Bernard Freyberg, 1. Baron Freyberg, welcher diesen von Winston Churchill in Anlehnung an den althergebrachten Glauben der Unverletzbarkeit des Feuersalamanders durch Feuer erhielt.